# 小崎正義
小崎 正義（こざき まさよし、1977年5月30日 - ）は、日本のナレーター、声優。大阪府出身。所属はオフィスキイワード大阪本社。出身校は大阪スクールオブミュージック専門学校。趣味はサイクリング、登山、ボウリング、テニス、ダーツ、映画鑑賞、演劇鑑賞。愛称は「コザック」。

## 出演項目

### テレビ番組
- What'S up!宝塚（番組ナレーション）＜タカラヅカ・スカイ・ステージ他＞
- 明日どこいこ（番組ナレーション）＜ベイ・コミュニケーションズ＞
- お住まい探検隊＜ベイ・コミュニケーションズ＞
- いつでも笑みを!＜関西テレビ＞
- らぶどん＜朝日放送＞
- 平安遷都1300年特番＜NHK＞
- 通崎睦美の春夏秋冬＜京都チャンネル＞

### 日本語吹き替え
- わかさ生活・ソフィアローズ（TVアニメショッピング吹き替え）
- スリムキッキング（吹き替え）＜enjoy-TV＞

### TVゲーム
- ザ・キング・オブ・ファイターズ XII（リョウ・サカザキ）＜SNKプレイモア＞

### ラジオ番組・アナウンス
- キョードー大阪（アーティストライブアナウンス）
- 神戸コレクション（場内アナウンス）
- ラジオ関西（CMナレーション）
- FM守口（CMナレーション）
- キョードー大阪（テレビ、ラジオCMナレーション）
- αステーション（CMナレーション）
- FM滋賀（CMナレーション）
- ラジオショッピング（全国90局）

など他VP、CM多数